# بيل كاميرون
بيل كاميرون هو صحفي كندي، ولد في 23 يناير 1943 في فانكوفر في كندا، وتوفي في 12 مارس 2005 في تورونتو في كندا بسبب سرطان المريء.

## وصلات خارجية
- بيل كاميرون على موقع IMDb (الإنجليزية)
- بيل كاميرون على موقع أول موفي (الإنجليزية)
- بيل كاميرون على موقع قاعدة بيانات الأفلام السويدية (السويدية)
- بيل كاميرون على موقع كينوبويسك (الروسية)